# Lista de vice-governadores do Ceará
Esta é uma lista de vice-governadores do estado do Ceará no pós-Estado Novo.

## Titulares do cargo
| Ordem | Lista de vice-governadores do Ceará | Início do mandato      | Fim do mandato        | Cidade onde nasceu      | Unidade federativa | Notas de rodapé       | Ref.          |
| ----- | ----------------------------------- | ---------------------- | --------------------- | ----------------------- | ------------------ | --------------------- | ------------- |
| 01    | Francisco de Menezes Pimentel       | 26 de julho de 1947    | 31 de janeiro de 1951 | Santa Quitéria          | Ceará              | [ nota 1 ]            | [ 1 ]         |
| 02    | Stênio Gomes da Silva               | 31 de janeiro de 1951  | 30 de junho de 1954   | Baturité                | Ceará              | [ nota 2 ]            | [ 2 ]         |
| 03    | Flávio Portela Marcílio             | 25 de março de 1955    | 3 de julho de 1958    | Picos                   | Piauí              | [ nota 3 ]            | [ 3 ]         |
| 04    | Wilson Gonçalves                    | 25 de março de 1959    | 31 de janeiro de 1963 | Cajazeiras              | Paraíba            | [ nota 4 ]            | [ 4 ]         |
| 05    | Joaquim de Figueiredo Correia       | 25 de março de 1963    | 12 de agosto de 1966  | Várzea Alegre           | Ceará              |                       | [ 5 ]         |
| 06    | Humberto Ellery                     | 12 de setembro de 1966 | 15 de março de 1971   | Fortaleza               | Ceará              |                       |               |
| 07    | Francisco Humberto Bezerra          | 15 de março de 1971    | 31 de janeiro de 1975 | Juazeiro do Norte       | Ceará              | [ nota 5 ] [ nota 6 ] | [ 6 ]         |
| 08    | José Waldemar de Alcântara e Silva  | 15 de março de 1975    | 1º de março de 1978   | São Gonçalo do Amarante | Ceará              | [ nota 3 ]            | [ 7 ]         |
| 09    | Manuel de Castro Filho              | 15 de março de 1979    | 15 de maio de 1982    | Morada Nova             | Ceará              | [ nota 2 ]            |               |
| 10    | José Adauto Bezerra                 | 15 de março de 1983    | 15 de março de 1987   | Juazeiro do Norte       | Ceará              |                       | [ 8 ]         |
| 11    | Francisco Castelo de Castro         | 15 de março de 1987    | 15 de março de 1991   | Mombaça                 | Ceará              |                       | [ 9 ]         |
| 12    | Lúcio Gonçalo de Alcântara          | 15 de março de 1991    | 6 de setembro de 1994 | Fortaleza               | Ceará              | [ nota 7 ]            | [ 10 ] [ 11 ] |
| 13    | Moroni Bing Torgan                  | 1º de janeiro de 1995  | 1º de janeiro de 1999 | Porto Alegre            | Rio Grande do Sul  |                       | [ 12 ]        |
| 14    | Benedito Clayton Veras Alcântara    | 1º de janeiro de 1999  | 5 de abril de 2002    | Crateús                 | Ceará              |                       | [ 13 ]        |
| 15    | Francisco de Queiroz Maia Júnior    | 1º de janeiro de 2003  | 1º de janeiro de 2007 | Recife                  | Pernambuco         |                       |               |
| 16    | Francisco José Pinheiro             | 1º de janeiro de 2007  | 1º de janeiro de 2011 | Jaguaribe               | Ceará              |                       |               |
| 17    | Domingos Gomes de Aguiar Filho      | 1º de janeiro de 2011  | 1º de janeiro de 2015 | Fortaleza               | Ceará              |                       |               |
| 18    | Maria Izolda Cela de Arruda Coelho  | 1º de janeiro de 2015  | 1º de janeiro de 2019 | Sobral                  | Ceará              |                       |               |
| 18    | Maria Izolda Cela de Arruda Coelho  | 1º de janeiro de 2019  | 2° de abril de 2022   | Sobral                  | Ceará              | [ nota 8 ]            |               |
| 19    | Jade Afonso Romero                  | 1° de janeiro de 2023  | em exercício          | Fortaleza               | Ceará              |                       |               |

Legenda
| Cor     | Significado                                                                                 |
| Verde   | Mandatários eleitos por votação direta ou indireta (por escolha da Assembleia Legislativa). |
| Amarelo | Mandatários eleitos indiretamente segundo as regras do Regime Militar de 1964.              |

### Galeria

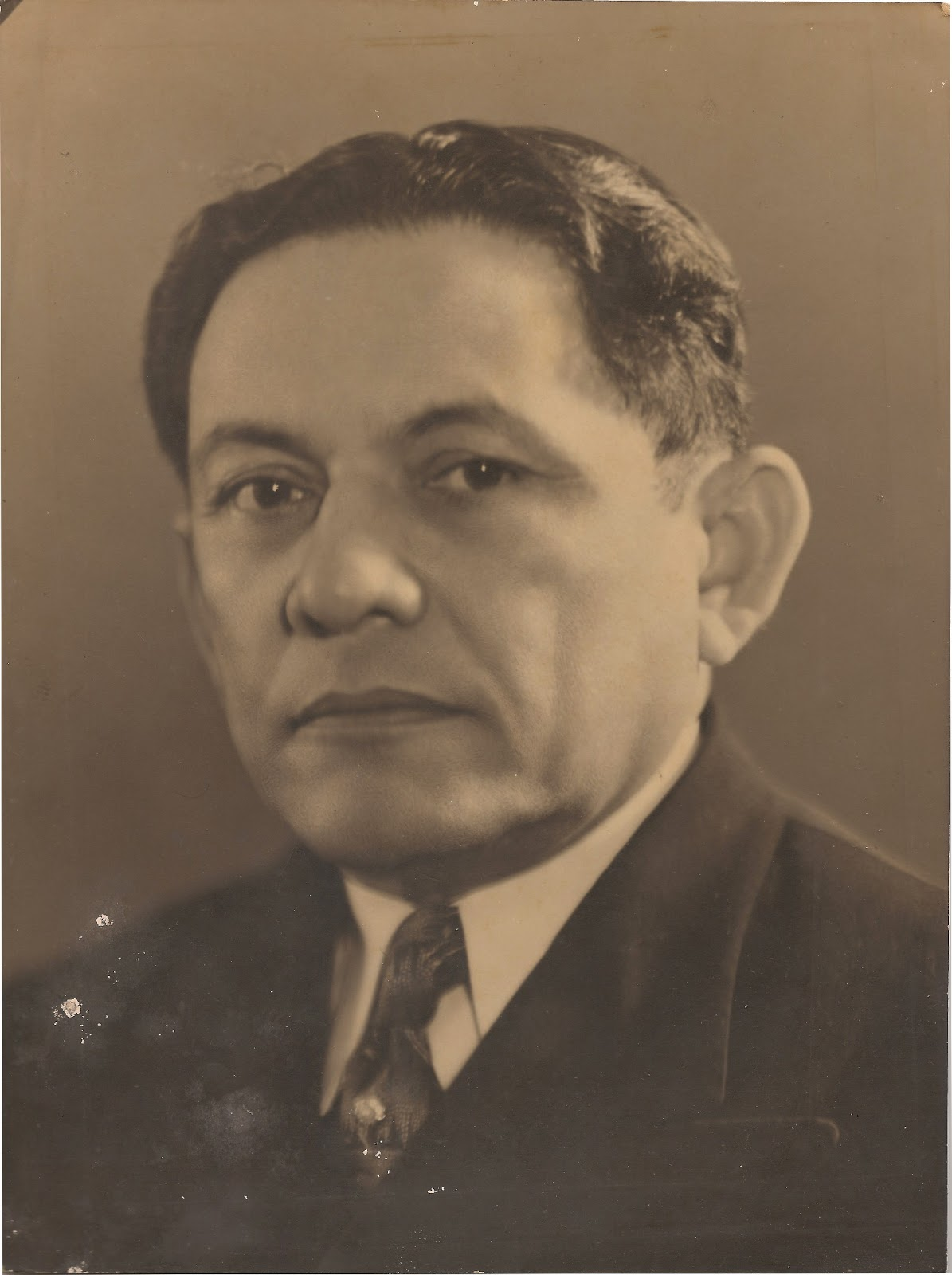
Francisco de Menezes Pimentel 1947–1951
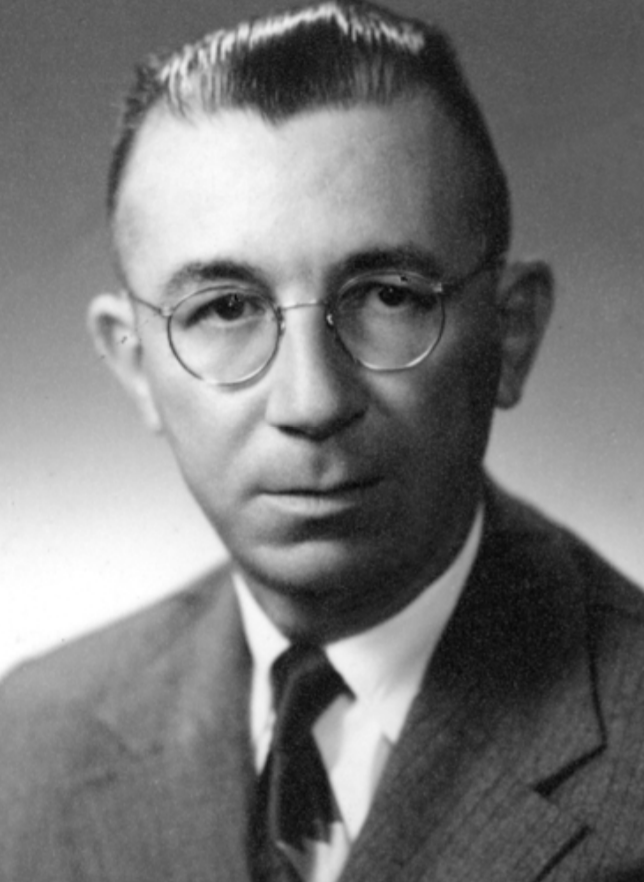
Stênio Gomes da Silva 1951–1954
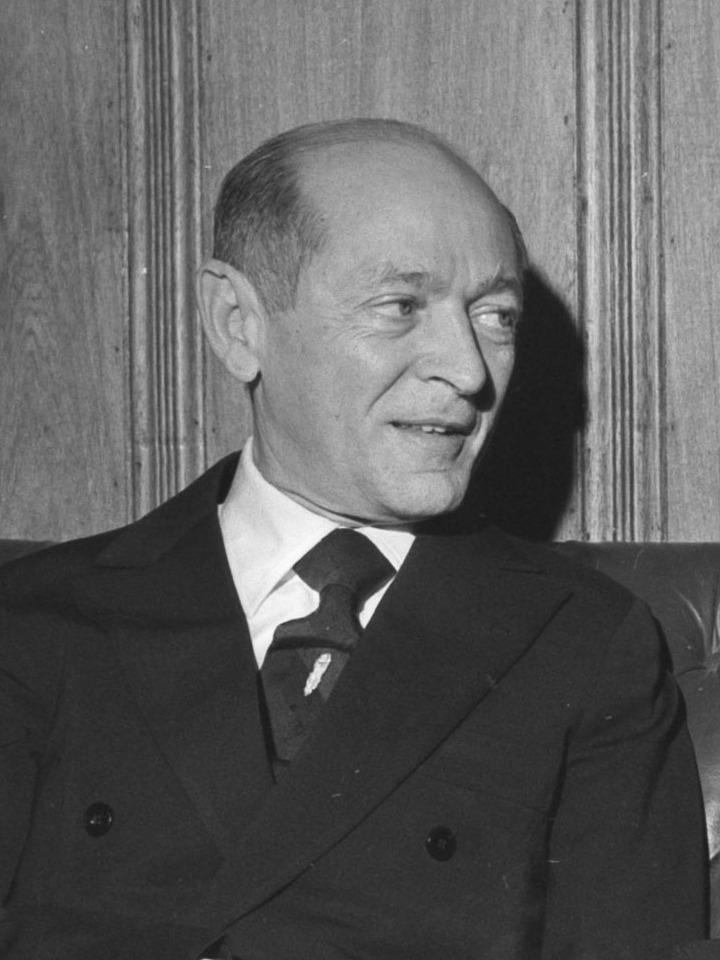
Flávio Marcílio 1955–1958
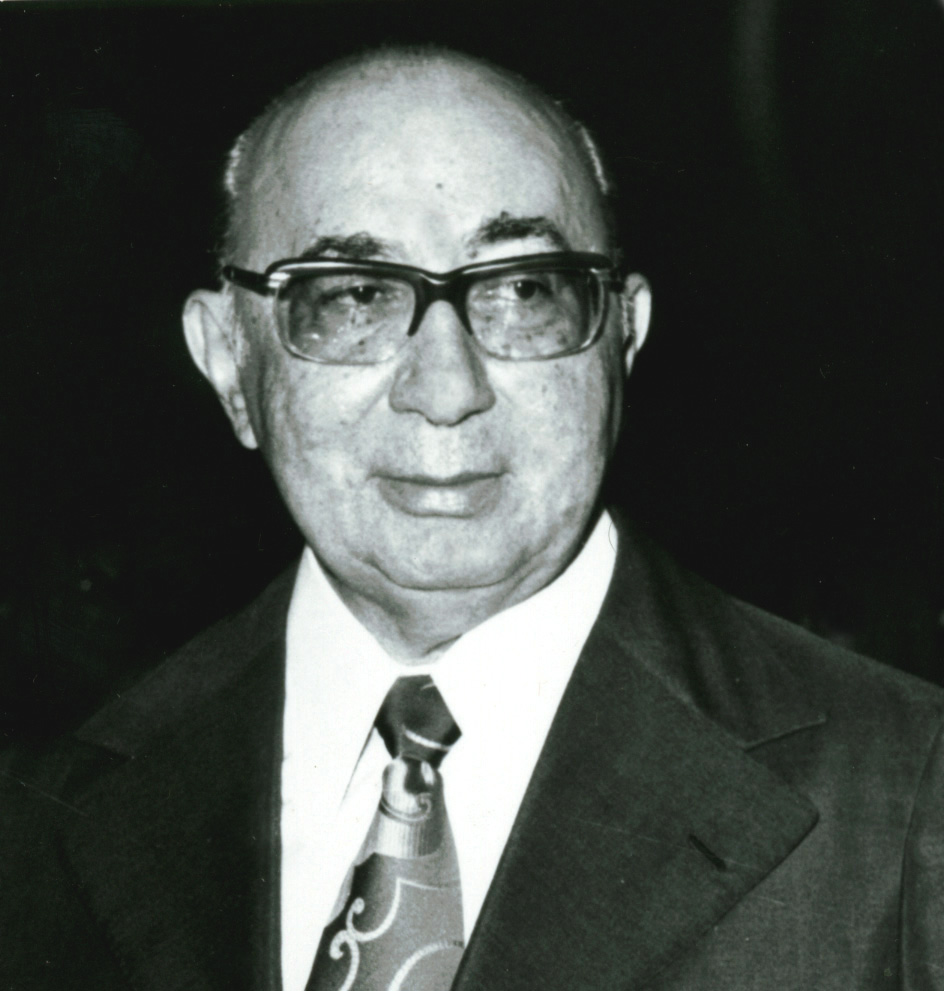
Wilson Gonçalves 1959–1963
Waldemar Alcântara 1975–1978
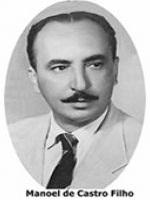
Manuel de Castro Filho 1979–1982
Adauto Bezerra 1983–1987
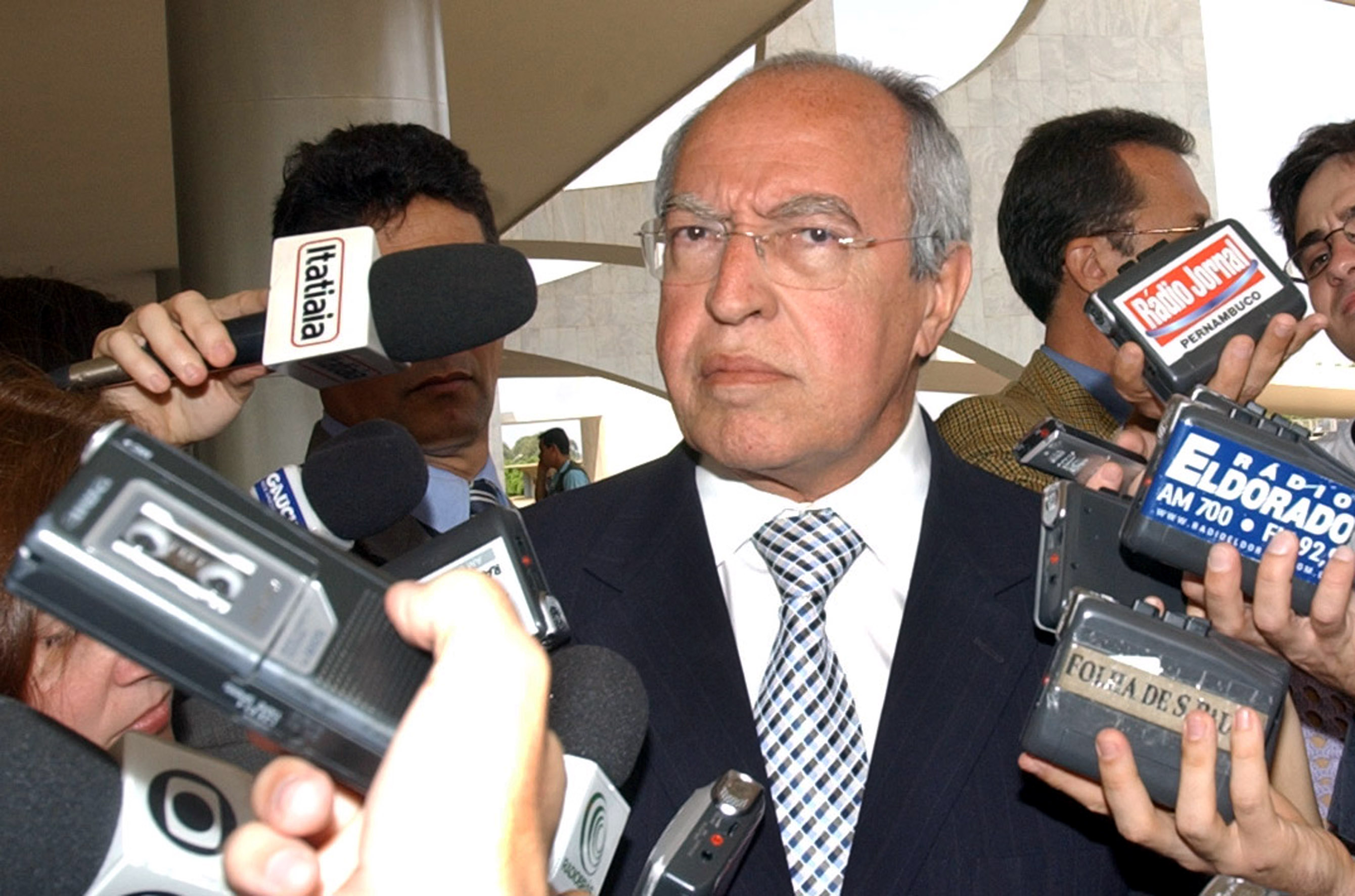
Lúcio Alcântara 1991–1994
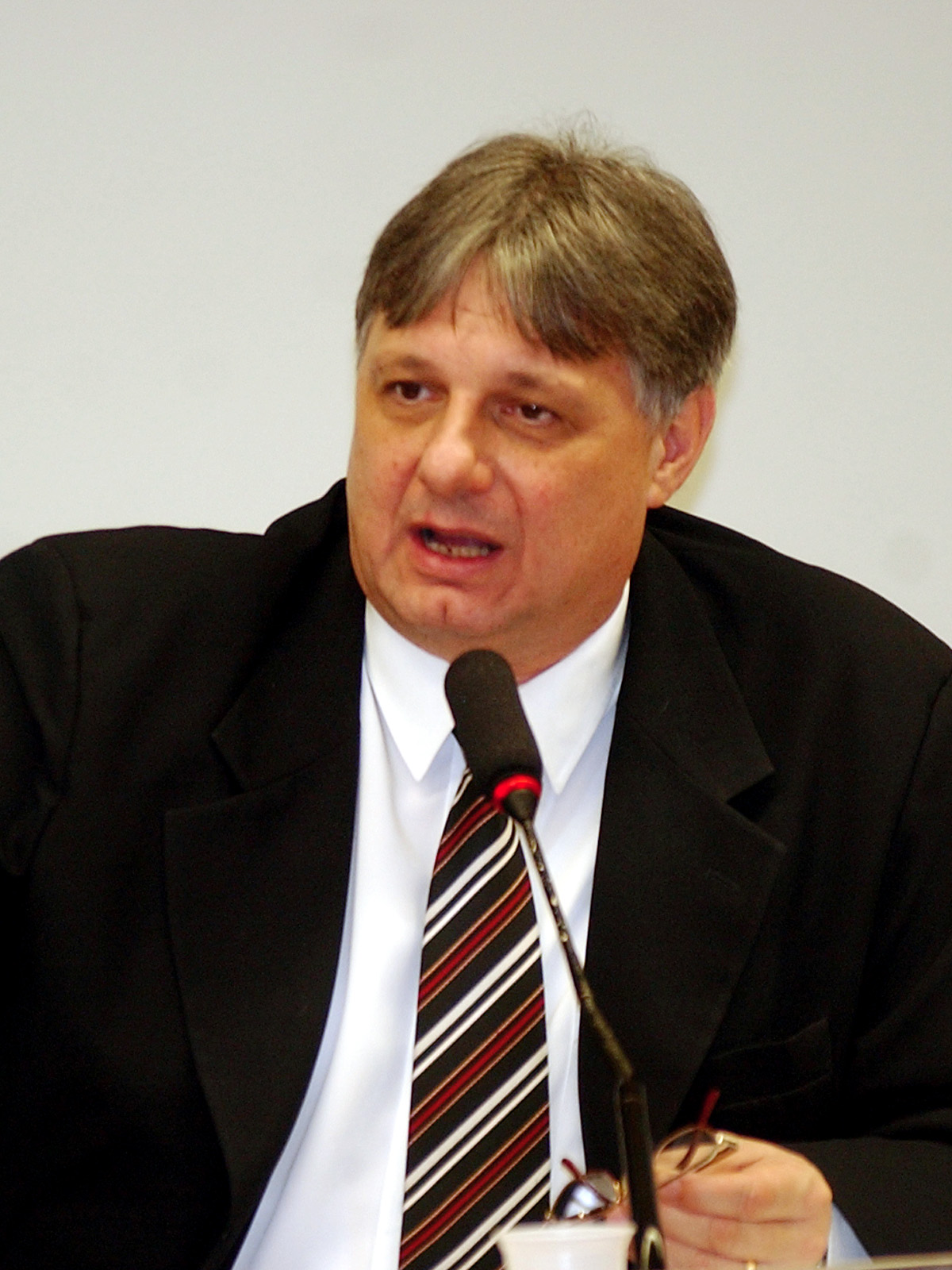
Moroni Torgan 1995–1999
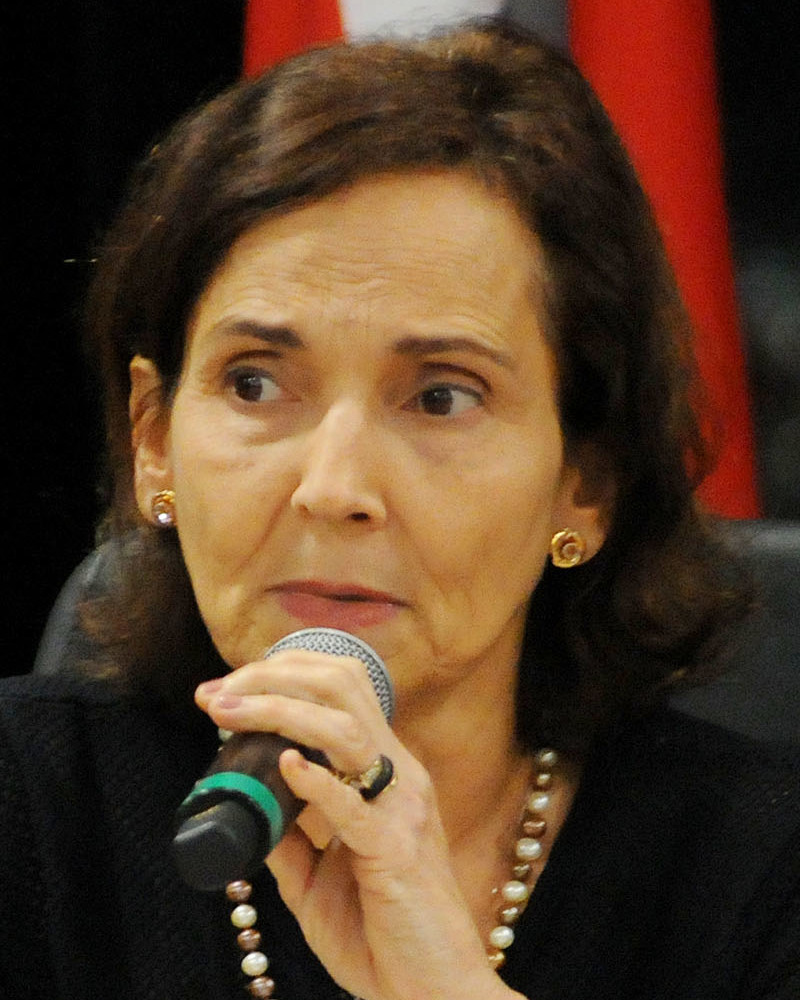
Izolda Cela 2015–2022
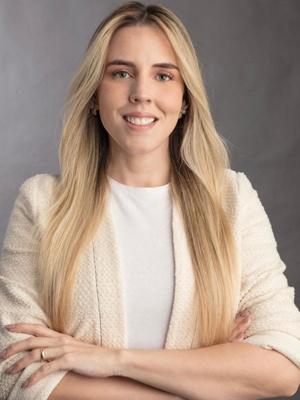
Jade Romero 2023–presente